# Курьерский узел
Курье́рский у́зел — быстроразвязываемый узел. Курьерский узел используют для крепления швартова (фалиня шлюпки) за кнехты, палы и битенги. Задуман для отвязывания дистанционно, когда подойти к палу для развязывания узла неудобно или не представляется возможным, отчего узел завязывают на середине троса, а развязывают, дёрнув за конец верёвки, уже находясь в лодке.
Многие узлы, когда они намокнут очень трудно развязать и именно для такой ситуации и применяют данный узел. Он рассчитан на сильную тягу и быструю отдачу, как бы сильно он ни затянулся и не намок. Для более легкой отдачи курьерский узел вяжут с дополнительным шлагом вокруг опоры.

## Способ завязывания

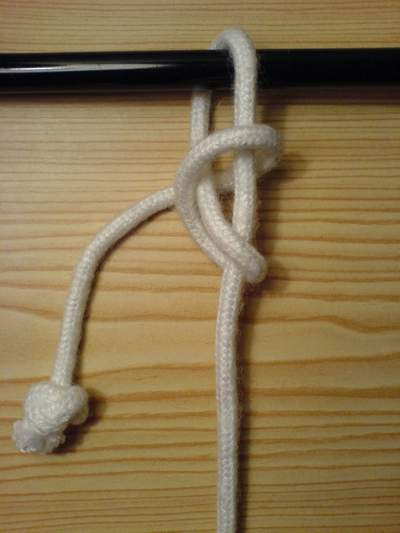
1. Завязать восьмёрку ходовым концом верёвки вокруг коренного.
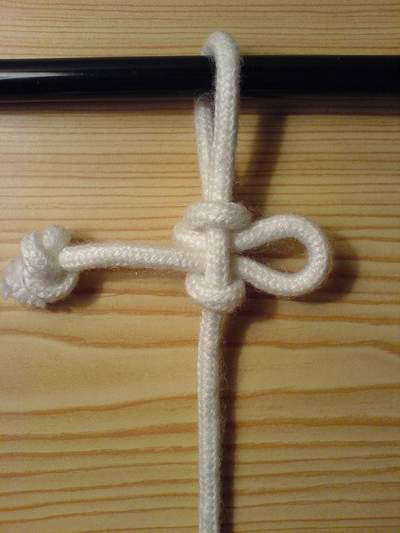
2. Сложить ходовой конец петлёй и просунуть между петель восьмёрки и коренным концом.